# Glyptopimpla avniae
Glyptopimpla avniae là một loài tò vò trong họ Ichneumonidae.